# 新建乡 (宁南县)
新建乡，是中华人民共和国四川省凉山彝族自治州宁南县曾经下辖的一个乡。2019年12月，撤销新建乡，其所属行政区域划归松新镇管辖。

## 行政区划
新建乡撤销前下辖以下地区：
张堆村、团结村、红光村和光明村。